# Myra, Ljusdals kommun
Myra är en ort i Järvsö socken i Ljusdals kommun i Gävleborgs län, belägen sydväst om Järvsö. Den klassades som småort av SCB år 1995 och 2000 samt från 2020.
1. ↑  Kodnyckel för SCB:s statistiska tätorter och småorter - Koppling mellan gammalt och nytt kodsystem, SCB, 11 november 2021, läs online.[källa från Wikidata]
2. ↑  Avregistrerade och nyregistrerade statistiska småorter 2020, SCB, 31 mars 2022, läs online.[källa från Wikidata]